# Tom Clancy's Rainbow Six: Rogue Spear
Tom Clancy's Rainbow Six: Rogue Spear è un videogioco sparatutto in prima persona tattico sviluppato e pubblicato dalla Red Storm Entertainment.